# Godbluff
Godbluff är det femte studioalbumet av den engelska progressiv rock-gruppen Van der Graaf Generator efter att gruppen haft ett uppehåll under några år. Albumet spelades in 9-29 juni 1975 i Rockfield Studios i Monmouthshire. Albumet släpptes i oktober 1975.

## Sättning
- Hugh Banton - Orgel, bas.
- Guy Evans - Trummor, slagverk.
- Peter Hammill - Sång, piano, gitarr.
- David Jackson - Saxofoner, flöjt.

## Låtlista
Alla låtar skrivna av Peter Hammill där inte annat anges. 

### Sida A
1. "The Undercover Man" - 7:25
2. "Scorched Earth" (Hammill, Jackson) - 9:48

### Sida B
1. Arrow - 9:45
2. The Sleepwalkers - 10:31